# Masdevallia corazonica
Masdevallia corazonica är en orkidéart som beskrevs av Rudolf Schlechter. Masdevallia corazonica ingår i släktet Masdevallia och familjen orkidéer. Inga underarter finns listade i Catalogue of Life.